# XDoclet
XDoclet és una llibreria de codi obert implementada per la generació automàtica de codi a partir dels tags Javadoc particulars inserits a les capçaleres dels mètodes. Aquests tags han de respondre a l'especificació de la llibreria. Donen suport a les tecnologies : Java EE, Serveis web, Portlet, etc.
També s'anomena XDoclet al comentari que especifica el codi.

## Exemple
Un exemple de comentari XDoclet podria ser:
```
/**
* Aquest podria ser el bean d'entitat de Compte. Es tracta d'un exemple de com usar els tags d'EJBDoclet
*
* @see Client
*
* @ejb.bean
* name="banc/Compte"
* type="CMP"
* jndi-name="ejb/banc/Compte"
* local-jndi-name="ejb/banc/LocalCompte"
* primkey-field="id"
* schema = "Clients"
*
* @ejb.finder
* signature="java.util.Collection findAll()"
* unchecked="true"
*
* @ejb.finder signature="java.util.Collection findByName(java.lang.String name)" 
* unchecked="true"
* query= "SELECT OBJECT(o) FROM Clients AS o WHERE o.name
* LIKE ?1"
*
* @ejb.transaction
* type="Required"
*
* @ejb.interface
* remote-class="test.interfaces.Compte"
*
* @ejb.value-object
* match="*"
*
* @version 1.5
*/
```